# Каринский, Сергей Сергеевич
Сергей Сергеевич Каринский (7 [20] августа 1905, Москва — 27 февраля 1984, Москва) — доктор юридических наук, профессор, заслуженный юрист РСФСР.

## Биография

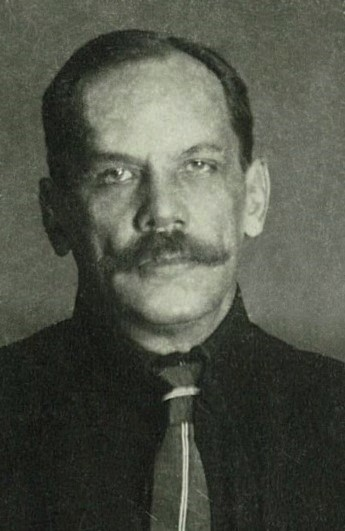
Отец — Сергей Сергеевич Каринский.

Родился 7 (20) августа 1905 года в Москве в семье потомственного дворянина Московской губернии С. С. Каринского (1877—1942), внука И. А. Каринского, и представительницы старинного дворянского рода Красенских М. С. Каринской (1879—1948). Кроме него в семье были брат Андрей (1904—1974) и сестра Ольга (1907—1984). Родной племянник Н. С. Каринского.

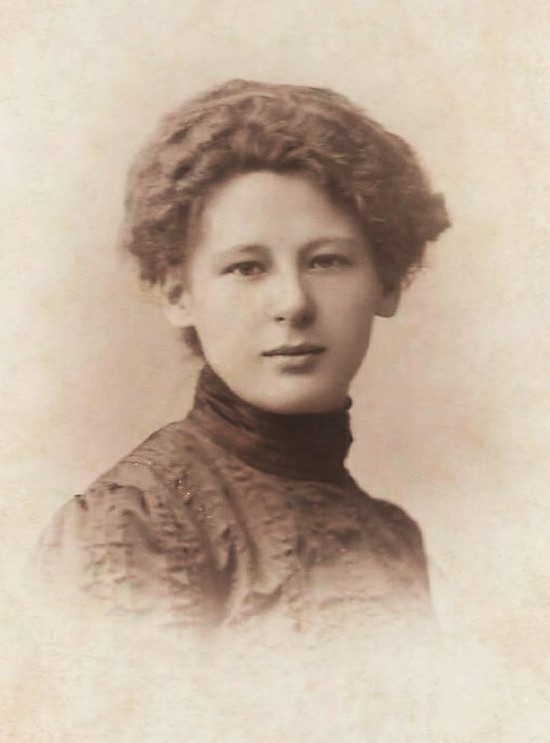
Мать — Мария Сергеевна Каринская (урожд. Красенская); Тверь, 1902

Как и его отец, С. С. Каринский поступил в 4-ю Московскую гимназию (1915 г.), но из-за революции смог проучиться в ней только три года, до весны 1918 года. В 1918—1920 г.г. он находился в Предуралье и Западной Сибири вместе с матерью, братом и сестрой.
Вернувшись в Москву в конце 1920 году, он завершил среднее образование и поступил на бывший юридический факультет (переименованный в Правовое отделение) Московского университета, где учился в течение 1922—1925 годов.

1922 г. в жизни Московского Университета был переломным — с этого именно года Университет окончательно перестроился на советский лад, в этом году был устроен массовый приём студентов (на одно Правовое отделение было принято 350—400 человек). К такому массовому приёму Университет подготовлен не был, не хватало ни аудиторий, ни преподавателей. Две первых лекции Бухарина, назначенные в самой большой аудитории Университета, в так называемой Богословской — были сорваны из-за исключительного наплыва желающих его слушать — народ стоял в коридорах и на лестнице такой плотной толпой, что немыслимо было и думать пробраться в аудиторию. Университет в смысле организационном и хозяйственном представлял собой в те годы печальную картину — мрачные, тёмные, нетопленные коридоры и аудитории, наполненные толпой студентов самого разнообразного вида, возраста и положения, сидящих в шубах и шапках на окнах, стоящих в проходах, курящих, галдящих и возмущающихся неразберихой— Рукописные воспоминания С. С. Каринского. — М., 1932

В июне 1925 году окончил экстерном факультет советского права (так стало называться правовое отделение) и стал работать помощником адвоката в Москве.
В 1928—1930 годах С. С. Каринский служил в РККА, в рядах которой принимал участие в конфликте на КВЖД.

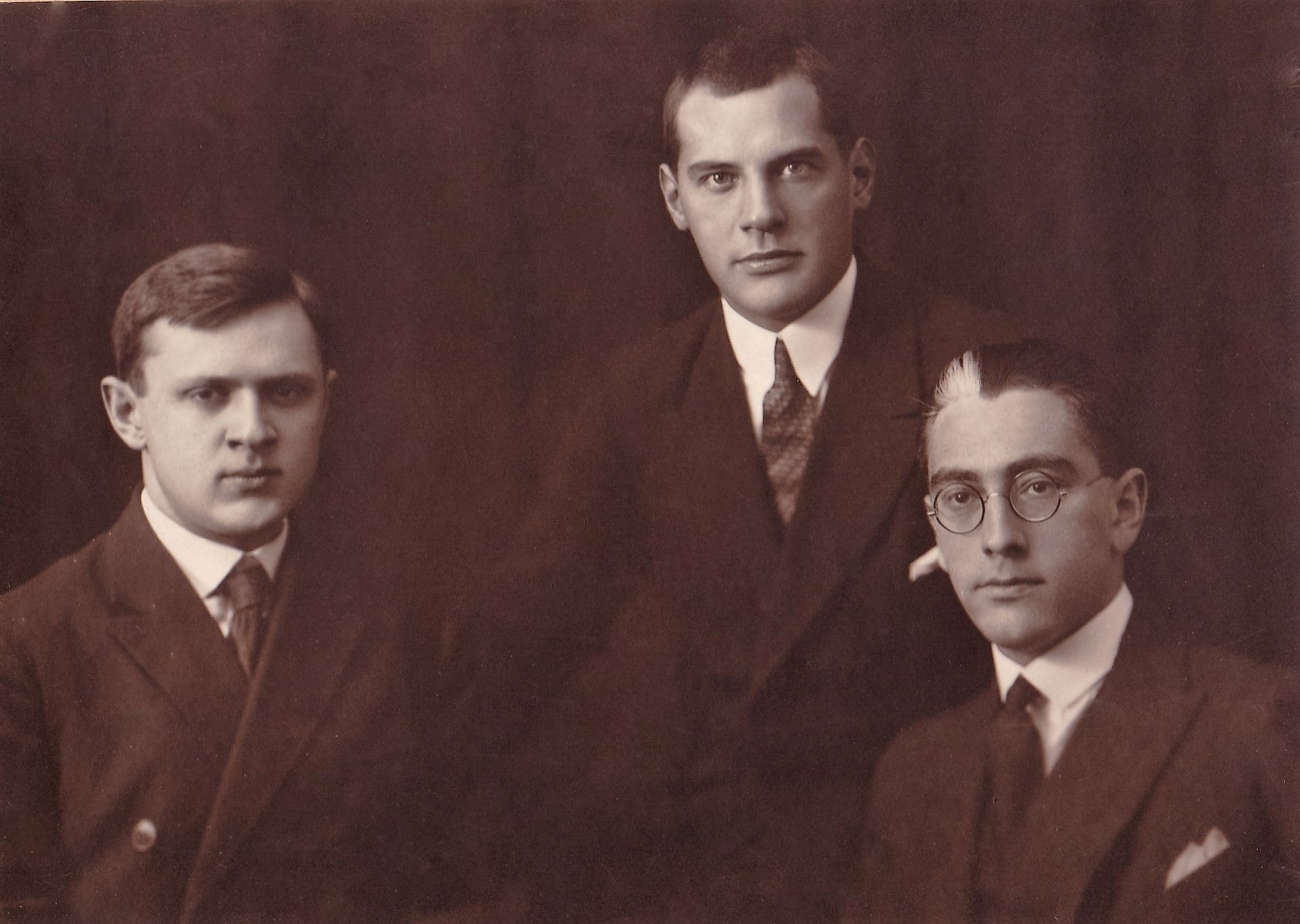
С. С. Каринский (в центре) с друзьями; Москва, 1930-1931.

После демобилизации работал в различных советских организациях юрисконсультом. В 1936—1945 гг. он был старшим консультантом, а затем главным юрисконсультом Наркомата оборонной промышленности, а позднее — начальником правового отдела Наркомата авиационной промышленности.
В 1945 году Каринский перешёл на научную работу во Всесоюзный институт юридических наук (Институт законодательства и сравнительного правоведения при Правительстве РФ), в котором проработал до 1983 года, то есть практически до самой своей смерт: старший научный сотрудник в секторе законодательства о труде и социальном обеспечении, учёный секретарь нститута в 1949—1956 гг., профессор). Одновременно с работой в институте С. С. Каринский занимался преподаванием: читал курсы лекций в Московском юридическом институте, Институте внешней торговли, Высшей школе профдвижения.
С 1950 года — кандидат, с 1963 года — доктор юридических наук. Тема докторской диссертации: «Правовые способы материального и морального стимулирования рабочих и служащих к дальнейшему повышению  эффективности труда». 
С. С. Каринским было опубликовано более 200 научных работ, из них 10 монографий, 5 учебных пособий, 7 научных комментариев к законодательству о труде и к судебной практике. Он обосновал идею расширения хозяйственной самостоятельности и инициативы предприятий в определении систем и размеров оплаты труда. Им были проанализированы теоретические вопросы установления и изменения системы оплаты труда, определены место премирования в системе заработной платы и его роль как дополнительного элемента в системе оплаты труда.
Профессору С. С. Каринскому было присвоено звание «Заслуженный юрист РСФСР». Членом коммунистической партии С. С. Каринский не состоял.
27 февраля 1984 года С. С. Каринский скончался и был похоронен на московском Введенском кладбище (участок № 15).
Был женат первым браком на В. А. Седовой (1904—1952). От этого брака сын Сергей (1932—2008) и дочь Ирина (1939—1991). Вторым браком — на Н. А. Литвиненко (1921—2011), от которой родилась дочь Ольга (1948).